# 曹文軒
曹 文軒（そう ぶんけん、1954年1月9日 - ）は、中華人民共和国の児童文学作家。代表作に児童文学『草房子』『青銅葵花』『根鳥』。中国作家協会全国委員会委員。現職は北京大学中文系教授と現当代文学博士生導師。北京作家協会副主席、当代文学教研室主任、児童文学委員会委員。中国作家協会魯迅文学院客座教授。

## 略歴
- 1954年1月、江蘇省塩城市竜崗村に生まれた。父親は小学校の校長であった。
- 1974年9月に北京大学図書館系に入学し、1977年7月に卒業。卒業後は学校で教師を担当する。
- 1992年10月、日本NHKテレビに招待され、インタビュー、文学創作について語る。また渋谷のクレヨンハウスにて講演会も開催。
- 1993年10月から1995年4月まで客員教授として日本東京大学に在籍。
- 1999年11月に日本国際交流基金に招待され、「中国映画」シンポジウムに出席して発言。
- 1999年12月に日本戯曲家協会に招待され、「映画脚本の創作」シンポジウムに出席して発言。
- 2019年1月20日に国立国会図書館に招待され、国際子ども図書館にて「中国の児童文学者　曹文軒－私の人生、私の文学」と題して講演を行う。

## 作品

### 中編小説
- 『沒有角的牛』
- 『埋在雪下的小屋』
- 『暮色籠罩的祠堂』

### 長編小説
- 『古老的圍墻』
- 『山羊不吃天堂草』
- 『紅瓦黑瓦』
- 『草房子』
- 『根鳥』
- 『紅瓦房』
- 『細米』
- 『青銅葵花』
- 『天瓢』
- 『大王書：黄琉璃』
- 『大王書：紅紗燈』
- 『叮叮当当、黑癡白癡』
- 『火印』
- 『蜻蜓眼』

### 短編小説
- 『雲霧中的古堡』
- 『啞牛』
- 『憂鬱の田園』
- 『綠色的柵欄』
- 『水下有座城』
- 『紅葫蘆』
- 『薔薇谷』
- 『三角地』
- 『野風車』
- 『狗牙雨』
- 『一隻叫鳳的鴿子』

### 日本語訳
- 『よあけまで』、訳：中由美子、絵：和歌山静子、童心社、2002年、1月15日、ISBN　978-4-494-00894-0
- 『サンサン』（草房子）、訳：中由美子、絵：和歌山静子、てらいんく、2002年6月30日、ISBN 978-4-925108-26-3
- 『はね』、訳：濱野京子、絵：ホジェロ・メロ、マイティブック社　2015年8月 ISBN 978-4-902617-34-4
- 『とおくまで』、訳：いわやきくこ、絵：ボーデ・ポールセン、樹立社、2018年7月18日、ISBN 978-4-901769-79-2
- 『風のぼうけん』、訳：いわやきくこ、絵：アレクサンダル・ゾロティッチ、樹立社、2018年10月17日、ISBN 978-4-901769-80-8
- 『樹上の葉　樹上の花』、訳：水野衛子、樹立社、2020年4月10日、ISBN 978-4-901769-93-8

## 受賞
- 1982年、『弓』、『児童文学』優秀作品賞。
- 1982年、『啞牛』、『少年文芸』優秀作品賞。
- 1988年4月、『再見了、我の小星星』、第一回全国優秀児童文学賞。
- 1988年5月、『中国八十年代文学現象研究』、北京大学第一回青年優秀科研成果一等賞。同年10月、『中国八十年代文学現象研究』、中国当代文学研究会第二回文学評論科研賞。
- 1992年12月、『山羊不吃天堂草』、第三回宋慶齡児童文学賞金賞。翌年2月、『山羊不吃天堂草』、中国作家協会全国児童文学作品集評賞一等賞。
- 1993年11月、『藍花』、冰心児童文学賞新作賞。
- 1995年2月、『紅葫蘆』、台湾『中国時報』1994年度十大童書賞と好書大家讀年度短篇小説類創作最佳賞。
- 1998年2月、『三角地』、好書大家讀年度最佳少年児童讀物賞。
- 1998年8月、『草房子』、第九回冰心文学賞大賞。翌年10月、『草房子』、第四回国家図書賞。
- 1999年10月、『紅瓦』、第四回国家図書賞二等賞。
- 1999年6月、『草房子』、第八回中国映画童牛賞優秀編劇賞。同年10月、第十九回中国映画金鶏賞最佳脚本賞。
- 2000年5月、『草房子』、第四回全国優秀児童文学賞。第五回宋慶齡児童文学賞小説類金賞。第十四回德黑蘭国際映画節評審団特別大賞金蝴蝶賞。
- 2003年10月、『根鳥』、第六回宋慶齡児童文学賞佳作賞。
- 2004年10月、『細米』、中国作家協会第六回全国児童文学賞。
- 2005年12月、『青銅葵花』、台湾『中国時報』2005年十大好書。翌年3月、好書大家讀年度長編小説類創作最佳賞。五个一工程賞。国家図書賞。第七回中国作協全国優秀児童文学賞。冰心文学大賞。
- 2016年4月4日、国際アンデルセン賞2016年度作家賞[2][3]。